# La tragedia di Harlem
La tragedia di Harlem (Lost Boundaries) è un film del 1949 diretto da Alfred L. Werker.
Presentato in concorso al 3º Festival di Cannes, ha vinto il premio per la sceneggiatura.

## Riconoscimenti
- 1949 - Festival di Cannes
  - Premio per la sceneggiatura